# Nephrogramma reniculalis
Nephrogramma reniculalis is een vlinder uit de familie van de grasmotten (Crambidae). De wetenschappelijke naam van de soort is voor het eerst gepubliceerd in 1872 door Philipp Christoph Zeller.
Canada (Ontario) en de Verenigde Staten.